# (35003) 1979 MT1
(35003) 1979 MT1 es un asteroide perteneciente al cinturón de asteroides, descubierto el 25 de junio de 1979 por Eleanor F. Helin y el también astrónomo Schelte John Bus desde el Observatorio de Siding Spring, Nueva Gales del Sur, Australia.

## Designación y nombre
Designado provisionalmente como 1979 MT1.

## Características orbitales
1979 MT1 está situado a una distancia media del Sol de 2,300 ua, pudiendo alejarse hasta 2,712 ua y acercarse hasta 1,888 ua. Su excentricidad es 0,179 y la inclinación orbital 4,621 grados. Emplea 1274,25 días en completar una órbita alrededor del Sol.

## Características físicas
La magnitud absoluta de 1979 MT1 es 15,7. 